# Ise (Noorwegen)
Ise is een plaats in de Noorse gemeente Sarpsborg, fylke Østfold. Ise telt 689 inwoners (2007) en heeft een oppervlakte van 0,98 km².